# 829
Năm 829 là một năm trong lịch Julius.